# Gałczewko
Gałczewko – wieś w Polsce położona w województwie kujawsko-pomorskim, w powiecie golubsko-dobrzyńskim, w gminie Golub-Dobrzyń.
W latach 1954–1971 wieś należała i była siedzibą władz gromady Gałczewko, po jej zniesieniu w gromadzie Golub-Dobrzyń. W latach 1975–1998 miejscowość administracyjnie należała do województwa toruńskiego.
W miejscowości był przystanek kolejowy Gałczewko.

## Demografia
Według Narodowego Spisu Powszechnego (III 2011 r.) wieś liczyła 392 mieszkańców. Jest dwunastą co do wielkości miejscowością gminy Golub-Dobrzyń.

## Zabytki
Według rejestru zabytków NID na listę zabytków wpisany jest park dworski z XVIII/XIX w., nr rej.: A/620 z 8.10.1984..